# 嶋聡
嶋 聡（しま さとし、1958年4月25日 - ）は、日本の政治家、会社役員。元衆議院議員（3期）。政治家時代は島聡として活動した。株式会社ミクシィ社外取締役、株式会社オークファン社外取締役、株式会社アイモバイル社外取締役、多摩大学客員教授。
ソフトバンク社長室長、サイバー大学客員教授、東洋大学非常勤講師などを歴任した。

## 経歴
岐阜県海津市出身。海津市立日新中学校、岐阜県立大垣南高等学校卒業。
1981年、名古屋大学経済学部経済学科卒業。同年、松下政経塾に2期生として入塾。1986年、松下政経塾を修了。松下政経塾指導塾員、ちにか（地域から日本を変える）研究所長、東京政経塾代表などを歴任。指導塾員の時に中田宏の面接を担当した。

### 衆議院議員時代
1996年、第41回衆議院議員総選挙に愛知13区より落下傘候補として新進党から立候補。大方の予想を覆して、自民党新人の大村秀章を退け初当選を果たした（大村は比例復活で当選）。選対責任者を務めた刈谷市選出の杉浦力久県議は「愛知11区の優勢が確実になってから、全トヨタ労連が100パーセントの力を出した。うまく創価学会の動きと連動した」と語った。
新進党解党にともない民主党に合流。民主党では、菅直人、鳩山由紀夫、岡田克也三代の代表に、民主党の官房と呼ばれる代表室で代表を補佐。党首討論、代表質問を担当し「三代の代表の知恵袋」と評された。
次の内閣総務大臣時代に、公正な競争こそ国民の利益という信念で競争的な情報通信政、郵政民営化を唱えた。その結果、NTT労組、郵政系労組は選挙における推薦を出さなかった。その他電波のオークション制、字幕法案などを提出。
また、ネット選挙解禁を議員立法で提出。一方で、議員当時に選挙事務所のPCのセキュリティ対策不備からウイルス添付メールを送信し、さらにその感染を自らに対するサイバーテロと断定するなど、現実的なインターネットにおける運用についての知識の不足が指摘された事もあった。但し、地元事務所担当者の基本的なミスとのことで新聞発表されている。
2000年6月の第42回衆議院議員総選挙では大村に敗れるも比例復活で再選。
2003年11月の第43回衆議院議員総選挙で再び大村に敗れるも比例復活で3期目の当選を果たす。
2005年8月の第44回衆議院議員総選挙では比例復活もかなわず議席を失う。

### ソフトバンク社長室長時代
2005年、ソフトバンク社長室長に就任した。中期経営戦略の立案、渉外活動を担当。2兆円近い、ボーダフォン日本法人買収という巨額M&Aに立ち会ったほか、北海道帯広市の「ばんえい競馬存続」へソフトバンクが協力したこと、北九州にアジア一のデータセンターを造ることなどを社長室長として担当、ITによる地域振興を行った。
また、孫社長の代理として出席した経団連常任理事会で、ゲストとして出席していた小泉純一郎元首相に「議員やっているよりいいんじゃない」と言われたという。
稲盛和夫京セラ名誉会長とともに鳩山由紀夫首相の数少ない財界人脈の一人とされている。
2010年、情報通信業界を震撼させたNTT再編問題、いわゆる「光の道構想」の「仕掛け人」と言われる。原口総務大臣（当時）とは、松下政経塾の同窓で「経済政策の先生を務めた仲」である。
2011年、ソフトバンクが定款を変更し、再生エネルギーに事業進出。菅直人総理と孫正義を結びつけ、菅政権が再生エネルギー法案を退陣の条件とし、脱原発路線に舵をきった「キーマン」とも言われる。
2012年3月、鳩山元総理とともに次期中国共産党中央委員会総書記の習近平氏と人民大会堂にて会談。アジアスーパーグリッド構想を説明し、習近平の賛意を得たとされる。孫正義が提唱するアジアスーパーグリッド構想推進の参謀役と言われている。

### ソフトバンク社長室長退任後
2014年、ソフトバンク社長室長を退任してソフトバンク顧問に就任(2015年6月まで）。サイバー大学客員教授、多摩大学グローバルスタディーズ学部客員教授、東洋大学非常勤講師として学生を教育。内外情勢調査会講師などで松下幸之助と孫正義に学んだ経営戦略、リーダーシップを全国で講演。
2016年1月、第24回参議院議員通常選挙参議院比例区のおおさか維新の会公認候補に内定したが、12,677票（党内順位13位、党獲得議席数4）にとどまり落選。白い猫（ソフトバンクのCMキャラクターであるお父さん犬を意識）を自身の写真より大きく配置したポスターを選挙戦において使用した。投開票後、「猫のおかげで2000から3000票くらいは集まったのではないか」と述べた。
2017年6月、株式会社ミクシィ社外取締役に就任。2017年12月、株式会社オークファン社外取締役に就任。2018年10月、株式会社アイモバイル　社外取締役に就任。

## 選挙歴
| 当落 | 選挙                     | 執行日         | 年齢 | 選挙区               | 政党             | 得票数     | 得票率 | 定数 | 得票順位 /候補者数 | 政党内比例順位 /政党当選者数 |
| ---- | ------------------------ | -------------- | ---- | -------------------- | ---------------- | ---------- | ------ | ---- | ------------------ | ---------------------------- |
| 当   | 第41回衆議院議員総選挙   | 1996年10月20日 | 38   | 愛知13区             | 新進党           | 8万7991票  | 46.78% | 1    | 1/3                | /                            |
| 比当 | 第42回衆議院議員総選挙   | 2000年06月25日 | 42   | 比例東海（愛知13区） | 民主党           | 10万4392票 | 45.75% | 1    | 2/4                | /                            |
| 比当 | 第43回衆議院議員総選挙   | 2003年11月09日 | 45   | 比例東海（愛知13区） | 民主党           | 10万9670票 | 46.56% | 1    | 2/3                | /                            |
| 落   | 第44回衆議院議員総選挙   | 2005年09月11日 | 47   | 愛知13区             | 民主党           | 10万9593票 | 41.84% | 1    | 2/3                | /                            |
| 落   | 第24回参議院議員通常選挙 | 2016年07月10日 | 58   | 比例区               | おおさか維新の会 | 1万2677票  |        | 48   | /                  | 13/4                         |

## 著書
- 『「大風呂敷経営」進化論』（PHP研究所、2014年）
- 『孫正義の参謀 ソフトバンク社長室長3000日』（東洋経済新報社、2015年）
- 『最強経営者の思考法 松下幸之助と孫正義から直接学んだ実践リーダー学』（飛鳥新社、2016年）